# Tunel kolejowy Świętego Gotarda
Tunel kolejowy Świętego Gotarda – obiekt inżynieryjny położony w Alpach Szwajcarskich, łączący przez Przełęcz Świętego Gotarda miasto Göschenen z Airolo. Budowa liczącego 15 km tunelu rozpoczęła się w 1871 by dobiec końca w 1881 roku. Nadzór nad budową sprawował szwajcarski inżynier Louis Favre, który w 1879 zmarł tragicznie na atak serca wewnątrz tunelu. 
Budowa na owe czasy trwała powoli z powodu trudności finansowych, technicznych i geologicznych. Prace nad budową doprowadziły do śmierci około 200 pracowników (dokładna liczba nie jest znana) głównie z powodu zranień podczas eksplozji przeprowadzanych wewnątrz tunelu. Tunel był bowiem konstruowany metodą wysadzania mas skalnych.
Po otwarciu, tunel był częścią trasy kolei Gotthardbahn, łączącej Lucernę z Chiasso. W 1920 na trasę wyjechały pierwsze pociągi elektryczne. Obecnie w pobliżu znajduje się tunel drogowy Świętego Gotarda, a także długi na ponad 50 km tunel bazowy Świętego Gotarda oddany do użytku 1 czerwca 2016 r.